# Malý Ježov
Malý Ježov (německy Klein Jeschau) je malá vesnice, část obce Smilovy Hory v okrese Tábor v Jihočeském kraji. Nachází se asi dva kilometry východně od Smilových Hor. V roce 2011 zde trvale žilo 65 obyvatel.
Malý Ježov je také název katastrálního území o rozloze 3,18 km².

## Historie
První písemná zmínka o vesnici pochází z roku 1401.

## Obyvatelstvo
| Rok            | 1869 | 1880 | 1890 | 1900 | 1910 | 1921 | 1930 | 1950 | 1961 | 1970 | 1980 | 1991 | 2001 | 2011 | 2021 |
| -------------- | ---- | ---- | ---- | ---- | ---- | ---- | ---- | ---- | ---- | ---- | ---- | ---- | ---- | ---- | ---- |
| Počet obyvatel | 329  | 311  | 303  | 280  | 255  | 260  | 220  | 165  | 186  | 143  | 125  | 107  | 83   | 65   | 60   |
| Počet domů     | 41   | 41   | 41   | 41   | 41   | 41   | 40   | 40   | 40   | 34   | 32   | 38   | 38   | 39   | 32   |

## Obecní správa
Při sčítání lidu v letech 1850–1929 Malý Ježov byl osadou obce Smilovy Hory v okrese Tábor. V letech 1930–1976 byl osadou obce Velký Ježov, se kterým patřil nejprve do okresu Tábor, ale v roce 1950 v okrese Pacov a v letech 1961–1976 v okrese Pelhřimov. Od 1. dubna 1976 je opět částí obce Smilovy Hory v okrese Tábor.

## Pamětihodnosti
- Kaple návesní z konce 18. století, má čtvercový půdorys, v závěru je stavba zaoblená, krytá šindelovou střechou s polygonální zvonicí s křížem. Jedná se o kulturní památku.[10][11]
- Pomník Vojtěcha Raňků

## Osobnosti
- Vojtěch Raňkův z Ježova (asi 1320–1388), latinsky Adalbertus Ranconis de Ericinio –  doktor teologie a mistr svobodných umění, profesor a rektor pařížské Sorbony, kanovník a scholastik pražské kapituly svatého Víta.

## Galerie

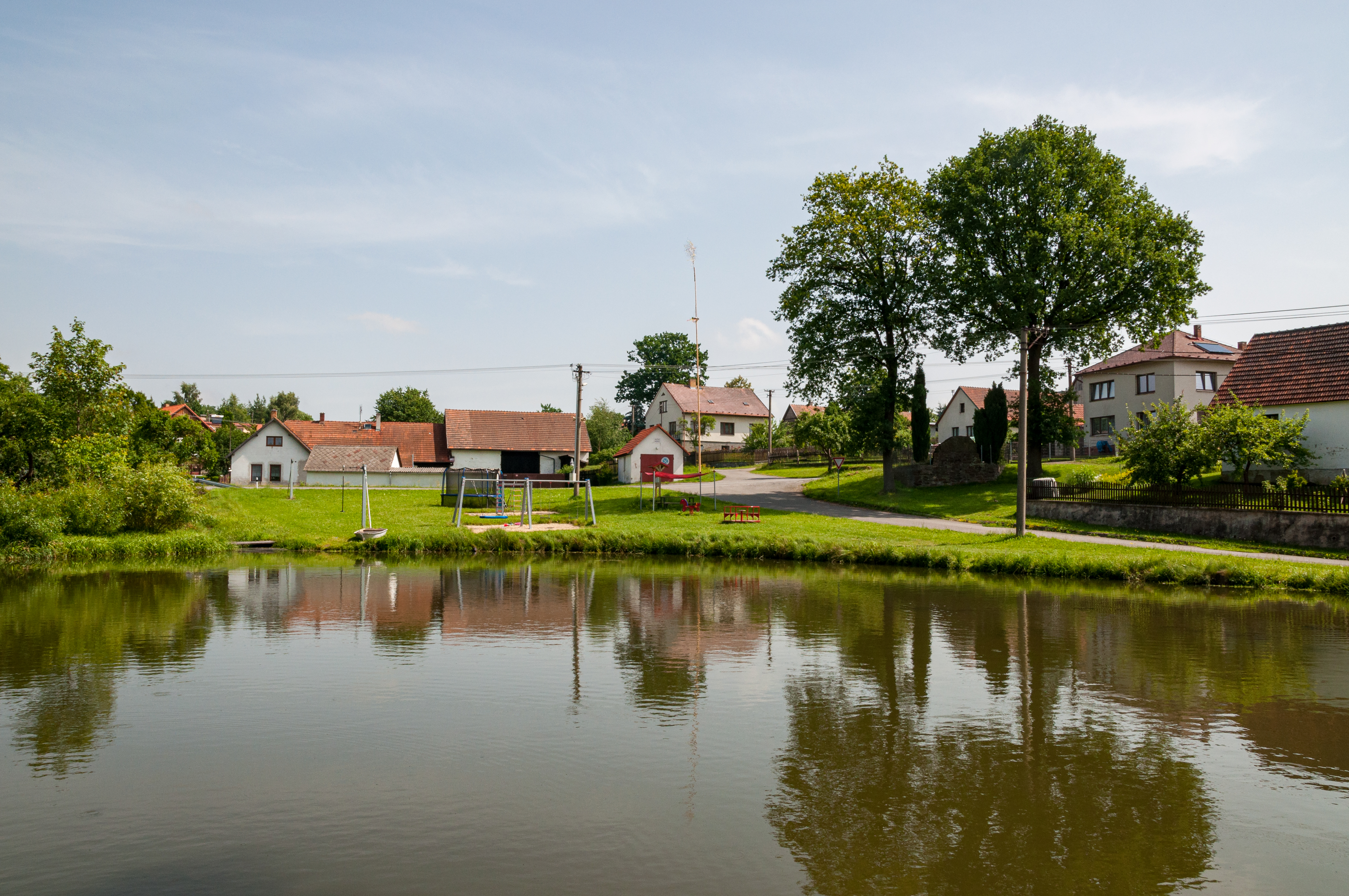
Náves s rybníkem
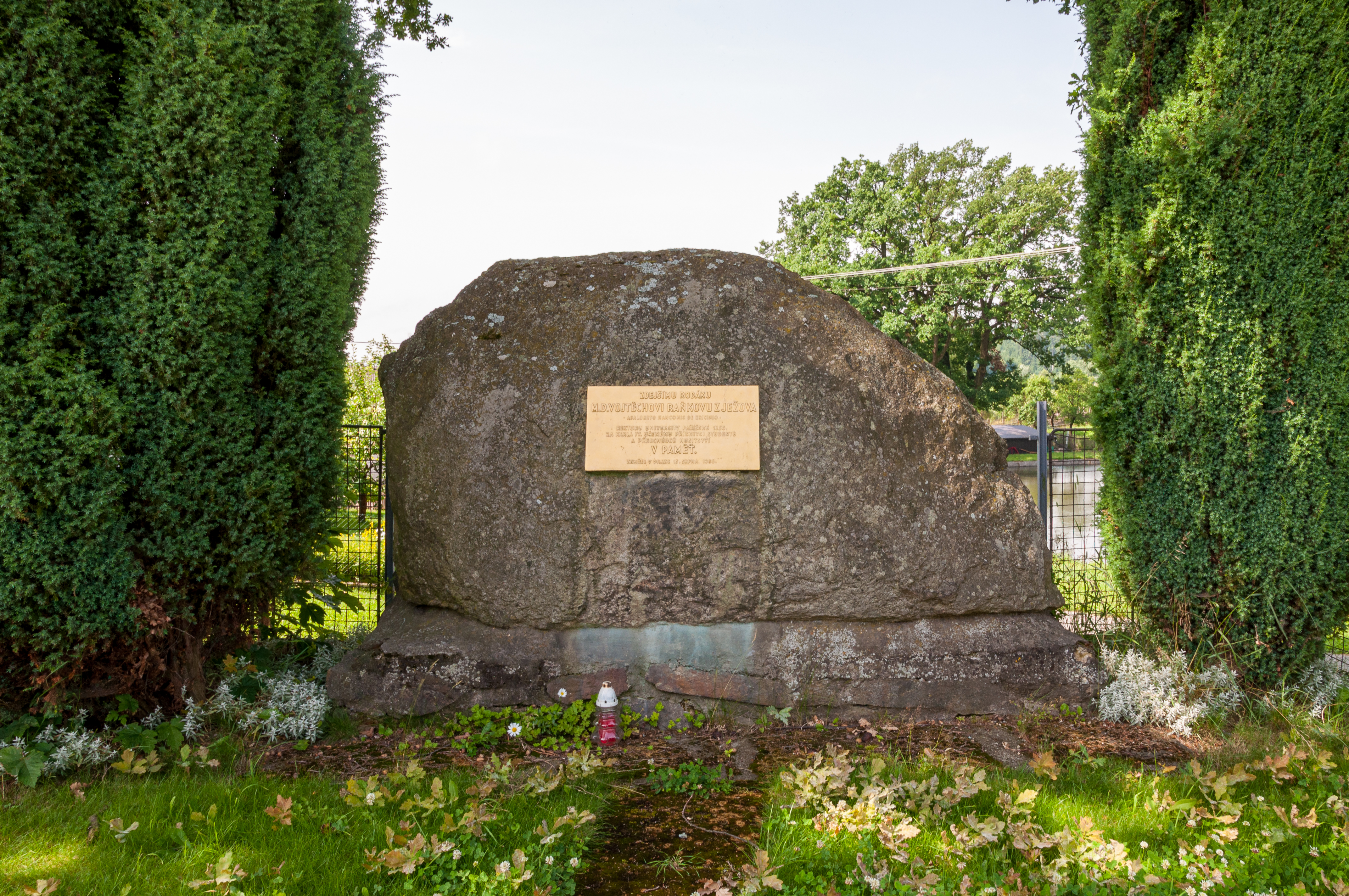
Pomník
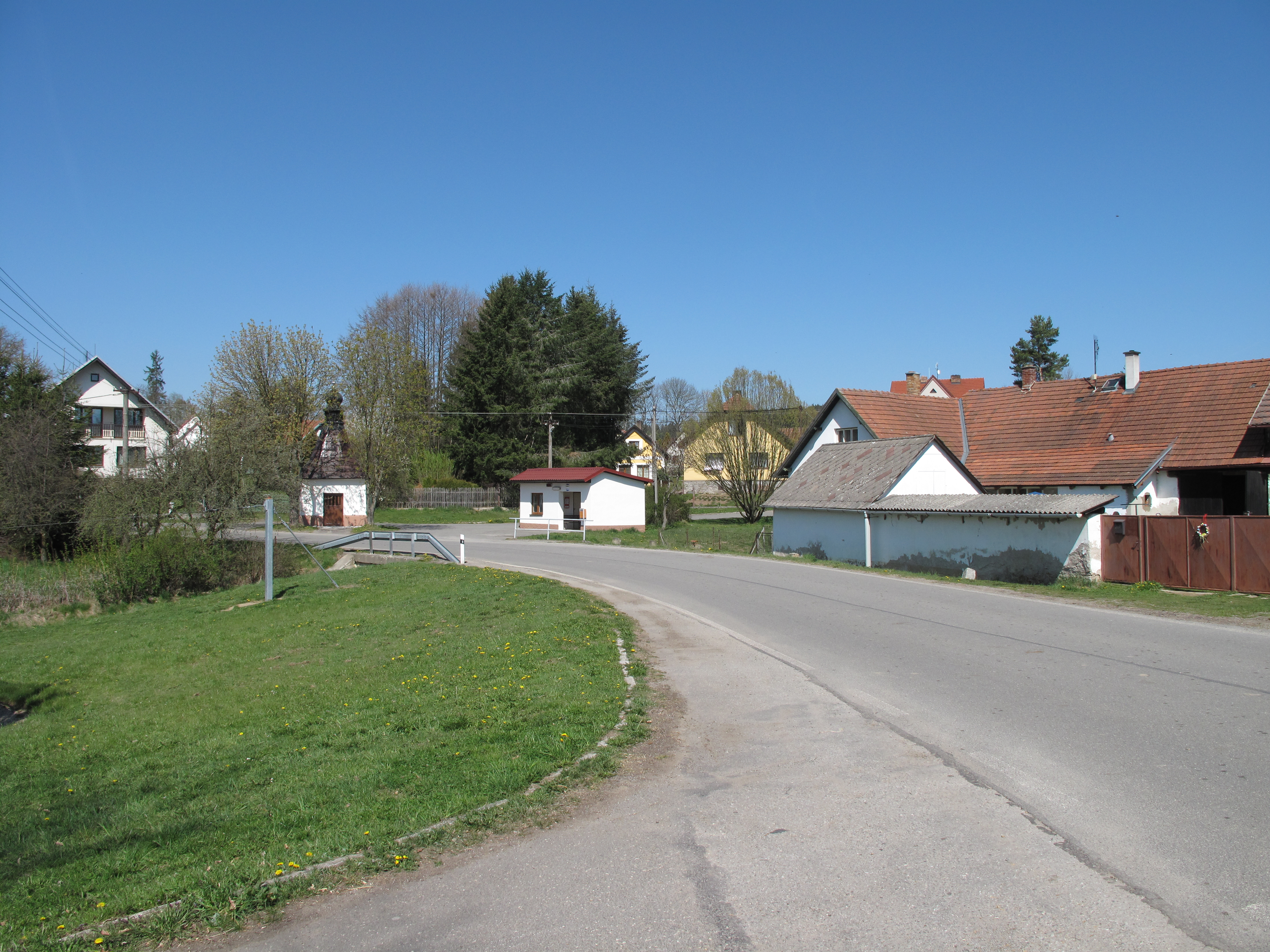
Náves
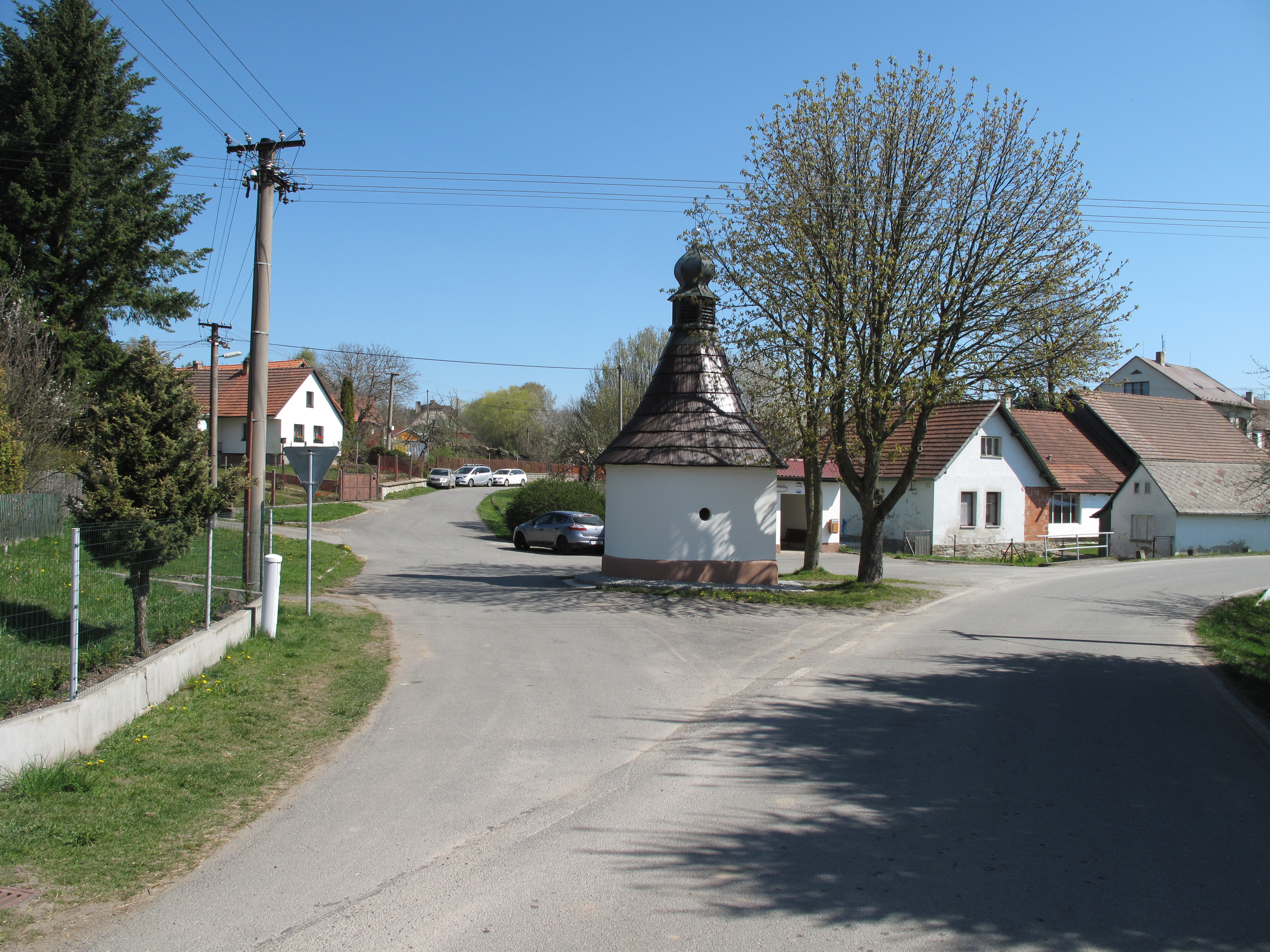
Náves s kapličkou